# Navua Football Club
El Navua FC es un equipo que juega la Liga Nacional de Fútbol de Fiyi, la primera categoría más importante de Fiyi.

## Historia
Fue fundado el 1943 en Navua; luego de que se formara la Asociación de Fútbol de Navua. El club debutó la primera división en los años de 1990 y en 2005 consiguió un subcampeonato fiyiano; un título de la segunda división, 1 título de la IDC Premier Division; así como la IDC Senior Division con 2 títulos al igual que la Batalla de los Gigantes y 3 títulos de la Copa de Fiyi. En 2014 descendieron al segundo nivel; pero regresará en 2020.

## Palmarés
| Competición nacional                  | Títulos          | Subcampeonatos |
| ------------------------------------- | ---------------- | -------------- |
| Liga Nacional de Fútbol de Fiyi (0/1) |                  | 2005           |
| Segunda División de Fiyi (1/0)        | 2019             |                |
| Copa de Fiyi (3/2)                    | 2003, 2008, 2009 | 2004, 2010     |
| Batalla de los Gigantes (1/2)         | 2005             | 1995, 2010     |
| IDC Premier Division (1/0)            | 2009             |                |
| IDC Senior Divison (2/0)              | 2018, 2019       |                |
| Supercopa de Fiyi (0/2)               |                  | 2009, 2010     |